# Nereide (sous-marin, 1913)
Pour les articles homonymes, voir Nereide (sous-marin).
Le Nereide est un sous-marin de la classe Nautilus, en service dans la Regia Marina lancé au début des années 1910 et ayant servi pendant la Première Guerre mondiale.

## Caractéristiques
La classe Nautilus déplaçait 225 tonnes en surface et 303 tonnes en immersion. Les sous-marins mesuraient 40,96 mètres de long, avaient une largeur de 4,3 mètres et un tirant d'eau de 2,93 mètres. Ils avaient une profondeur de plongée opérationnelle de 40 mètres. Leur équipage comptait 2 officiers et 17 sous-officiers et marins.
Pour la navigation de surface, les sous-marins étaient propulsés par deux moteurs diesel Sulzer de 300 chevaux-vapeur (cv) (220 kW) chacun  entraînant deux arbres d'hélices. En immersion, chaque hélice était entraînée par un moteur électrique Ansaldo de 160 chevaux-vapeur (118 kW). Ils pouvaient atteindre 13,2 nœuds (24,4 km/h) en surface et 8 nœuds (14,8 km/h) sous l'eau. En surface, la classe Nautilus avait une autonomie de 1 000 milles nautiques (1 850 km) à 10 noeuds (18,5 km/h); en immersion, elle avait une autonomie de 64 milles nautiques (118 km) à 4 noeuds (7,4 km/h).
Les sous-marins étaient armés de 2 tubes lance-torpilles à l'avant de 45 centimètres et de 1 tube lance-torpilles sur le pont de 450 mm (qui sera supprimé plus tard) , pour lesquels ils transportaient un total de 4 torpilles.

## Construction et mise en service
Le Nereide est construit par le chantier naval de l'Arsenal de Venise à Venise en Italie, et mis sur cale le 1er août 1911. Il est lancé le 12 juillet 1913 et est achevé et mis en service le 20 décembre 1913. Il est commissionné le même jour dans la Regia Marina.

## Historique
Une fois en service, le Nereide rejoint le IIIe Escadron de sous-marins, basé à Brindisi,,. En mai 1915, le lieutenant de vaisseau (tenente di vascello) (plus tard capitaine de corvette (capitano di corvetta)) Carlo Del Greco commande le sous-marin.
Dans la nuit du 23 au 24 mai 1915, il est envoyé en mission offensive au large de Kotor, et revient le 25 : avec 280 miles parcourus (même si une partie du voyage a été effectuée en se faisant remorqué par le destroyer  Borea) et 37 heures de navigation en immersion, c'est la première mission effectuée par un sous-marin italien pendant la Première Guerre mondiale,.
Il effectue ensuite quelques missions supplémentaires en Adriatique. Le 11 juillet 1915, les troupes italiennes débarquent dans l'archipel de Pelagosa, une station de surveillance de la basse Adriatique, et l'occupent. Pour soutenir les unités participant au débarquement, le Néréide est déployé en embuscade près du cap Planka (Dalmatie).
Après l'occupation, quelques unités italiennes sont périodiquement stationnées en garde près de ces îlots, au cas où elles seraient attaquées par des navires du k.u.k. Kriegsmarine. L'une des unités destinées à cette tâche est le Néréide.
Le 5 août 1915, entre 4h30 et 5h du matin, le Nereide - en avance sur le calendrier - se rend au mouillage sous-marin de Zadlo (Pelagosa Grande). De la rive, à la demande du commandant Del Greco, un bateau pilote avec un maître d'équipage arrive pour faciliter les manœuvres d'amarrage, manœuvre qui semble être effectuée d'une manière assez inhabituelle. De la rive, on pense que le sous-marin a subi une panne et qu'il s'accoste pour le réparer. Mais dès que le sous-marin est amarré, il redémarre en quittant les amarres et commence la manœuvre de plongée rapide. Peu après, depuis la côte, on voit une torpille passer devant le Néréide (qui manœuvre pour se diriger vers le sud-ouest, d'où la torpille venait), la manquer, puis une deuxième torpille, lancée depuis le Néréide, et immédiatement après une autre torpille, probablement d'une unité ennemie: le Néréide est touché et le sous-marin (dont une partie seulement de la tourelle est en surface à ce moment-là) coule instantanément (5h30), dévasté par une forte explosion,.
Il est alors possible de reconstituer ce qui s'était passé: le sous-marin austro-hongrois U-5, caché par la mer agitée, avait aperçu le Néréide et s'était approché pour l'attaquer, lançant une première torpille ; au même moment, l'unité italienne, elle aussi, avait repéré le U-boot, s'était soudainement remis à plonger, à éviter la torpille et à contre-attaquer,. Après avoir esquivé la première torpille, le Néréide avait lancé une des siennes, qui avait également échoué, et n'avait pas pu éviter une deuxième torpille de l'U-5, qui l'avait touché et coulé,.
LE U-5, s'étant rapproché de la côte (jusqu'à environ 500 mètres), est visé par des canons italiens de 76/17 mm et, afin d'éviter d'être touché, s'éloigne en plongeant,.
Un bateau quitte Pelagosa et se rend à 250 mètres au sud/sud-ouest de Zadlo, où le Nereide a coulé, pour chercher des survivants: il n'en trouve aucun, mais il trouve à la place la bouée téléphonique, détachée du sous-marin. La bouée était connectée à un téléphone de campagne et ils ont essayé d'entrer en contact avec d'éventuels survivants piégés à l'intérieur du sous-marin, mais il n'y a pas eu de réponse, signalant que tout l'équipage avait péri.
Avec la disparition du Nereide, le commandant Del Greco, un autre officier (le lieutenant de vaisseau Carlo Boggio), 5 sous-officiers, 12 chefs et marins et un ouvrier du chantier de construction périssent.
Le commandant Del Greco a reçu à titre posthume la première médaille d'or de la valeur militaire de la Regia Marina pendant la Première Guerre mondiale.
L'épave du sous-marin a ensuite été retrouvée à une profondeur de 37 mètres, presque brisée en deux (seul l'arbre d'hélice reliait les treize derniers mètres de la poupe au reste de la coque), mais en relativement bon état, à environ 250 mètres du rivage, avec un enfoncement de 20°.
L'épave du Nereide est, plus tard, relocalisée début 1972 à la position 42° 23′ N, 16° 16′ E.
En janvier 1972, les autorités yougoslaves (depuis 1947, l'île de Pelagosa était sous juridiction yougoslave) ont décidé de récupérer l'épave. Fin mai 1972, le navire de sauvetage Spasilach de la marine yougoslave (Jugoslavenska ratna mornarica ou JRM), avec 24 experts sous-marins de la marine et une équipe de la chaine de télévision Rai à bord, s'est approché de l'épave, qui a été explorée pour vérifier ses conditions (on a également constaté qu'à l'intérieur de certains compartiments, il y avait encore de l'air, 57 ans après le naufrage).
Puis les opérations de sauvetage ont commencé: les deux sections ont finalement été séparées au moyen du chalumeau, après quoi elles ont été chacune fixées (au moyen de câbles en nylon) à deux réservoirs remplis d'eau ; puis vidés de leur eau et remplis d'air, les réservoirs ont émergé en ramenant l'épave à la surface.
La carcasse du Néréide a ensuite été inspectée: les squelettes de 10 hommes ont été retrouvés (puis apportés en Italie et enterrés, avec les honneurs militaires, au Mémorial militaire de Brindisi), ainsi que de nombreux objets.
Remorquée en eaux plus profondes, l'épave du Néréide est à nouveau, et définitivement, coulée en faisant exploser certaines de ses vieilles torpilles,.